# Adrian Shergold
Adrian Shergold est un réalisateur, acteur et scénariste britannique.

## Filmographie

### Réalisateur
- 1980 : Juliet Bravo (série télévisée)
- 1985 : Hold the Back Page (feuilleton TV)
- 1987 : Will You Love Me Tomorrow
- 1988 : Christabel (en) (téléfilm)
- 1990 : Close Relations (en) (téléfilm)
- 1992 : Goodbye Cruel World (en) (feuilleton TV)
- 1992 : The Life and Times of Henry Pratt (feuilleton TV)
- 1993 : Stalag Luft (téléfilm)
- 1995 : Devil's Advocate (téléfilm)
- 1997 : Holding On (feuilleton TV)
- 1999 : Births, Marriages and Deaths (téléfilm)
- 1999 : Eureka Street (en) (feuilleton TV)
- 1999 : Last Christmas (téléfilm)
- 2001 : Swallow (téléfilm)
- 2001 : Buried Treasure (téléfilm)
- 2001 : Micawber (téléfilm)
- 2003 : The Second Coming (téléfilm)
- 2003 : Danielle Cable: Eyewitness (téléfilm)
- 2003 : Early Doors (série télévisée)
- 2004 : She's Gone (téléfilm)
- 2004 : Dirty Filthy Love (téléfilm)
- 2005 : Ahead of the Class (téléfilm)
- 2005 : The Last Hangman
- 2007 : Persuasion (téléfilm)
- 2017 : Funny Cow

### Acteur
- 1970 : Hunting of Lionel Crane (téléfilm) : Squad member
- 1972 : Mandog (série télévisée) : Duncan
- 1975 : Murder Motel (téléfilm) : Young Man
- 1975 : Poldark (en) (série télévisée) : Travis
- 1975 : L'Homme que je suis (The Naked Civil Servant) (téléfilm) : Gloria
- 1979 : The Great Riviera Bank Robbery : Young Leftie

### Scénariste
- 1987 : Will You Love Me Tomorrow